# Hendrik Sartov

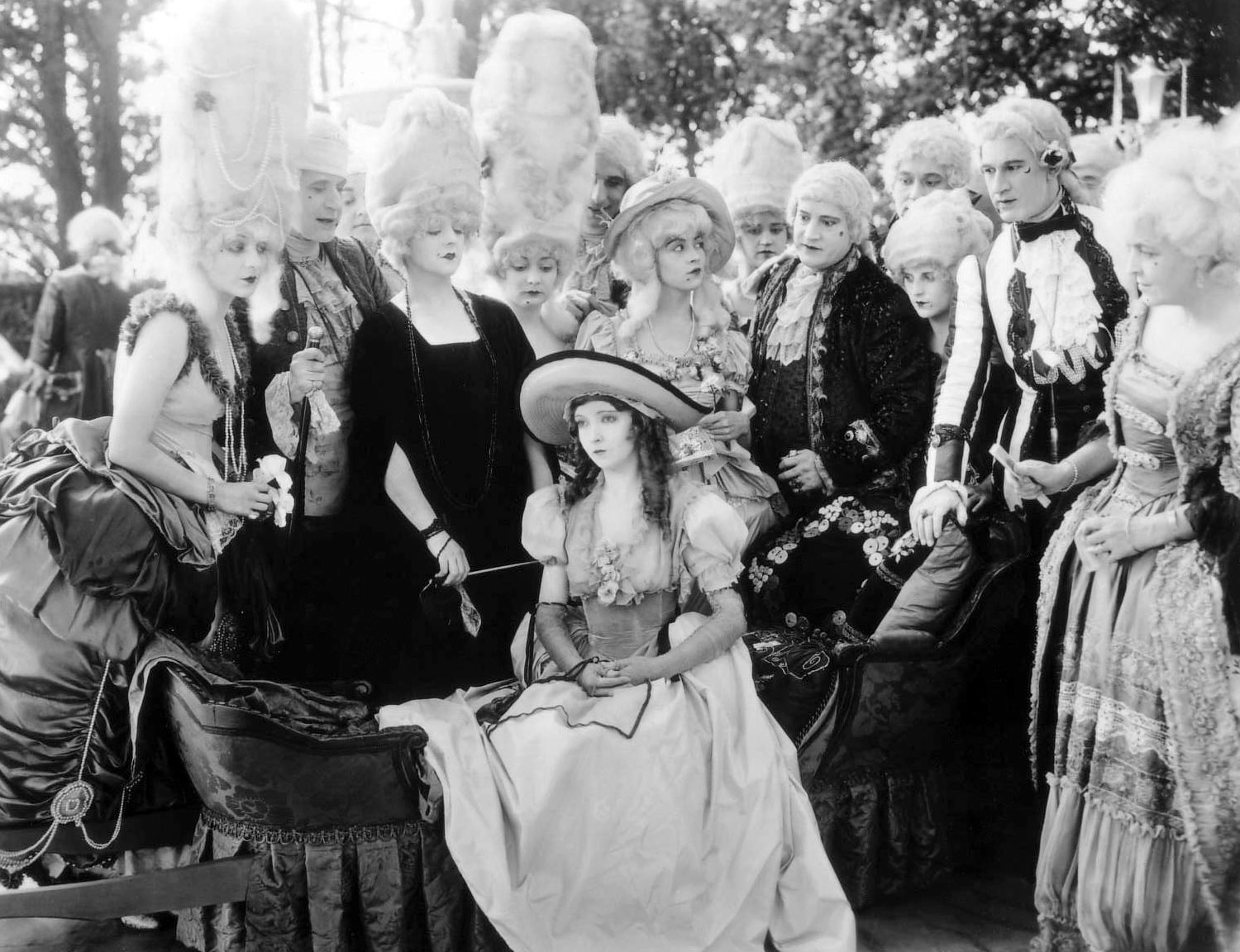
Orphans of the Storm, 1921

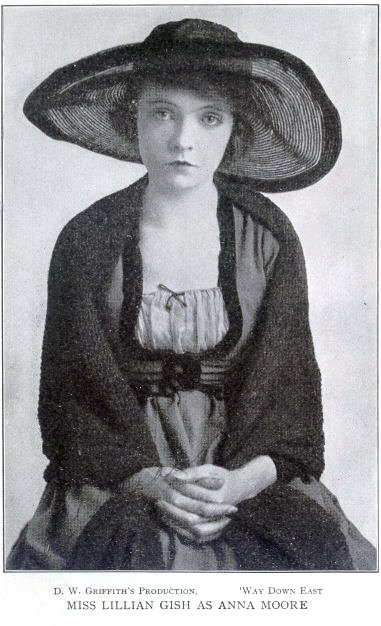
Herečka Lillian Gish jako Anna Moore ve filmu D. W. Griffitha Way Down East

Hendrik Christian Sartov (14. března 1885 Kvistrup u Haderslebenu, Dánsko – 21. března 1970 Glendale, Kalifornie, USA) byl dánský fotograf a kameraman s krátkou kariérou u amerického němého filmu.

## Život a dílo
Do Spojených států emigroval 12. července 1907 a začínal jako portrétní fotograf. V roce 1917 se setkal s herečkou Lillian Gish, která ho nabádala, aby se začal věnovat kinematografii a doporučila ho režiséru D. W. Griffithovi.
Spolupracoval jako kameraman na třinácti amerických němých filmech vydaných mezi lety 1918 a 1928 (do té doby, v roce 1926, získal americké občanství). O jeho profesionalitě svědčí i to, že po prvním, nezdařeném pokusu kameramana Wiliama H. Danielse, ho filmové studio Metro-Goldwyn-Mayer, v roce 1926, pověřilo pořízením druhých kamerových zkoušek, tehdy málo známé, začínající, švédské herečky Grety Garbo. Zkoušky byly úspěšné, studio MGM uzavřelo s herečkou smlouvu a Greta Garbo začala v Hollywoodu filmovat.
S příchodem zvukových filmů Hendrik Sartov ztratil o kinematografii zájem a přešel zpátky k fotografii.

## Filmografie
- 1917: Hearts of the World
- 1918: The Greatest Thing in Life
- 1918: Broken Blossoms or The Yellow Man and the Girl
- 1920: Way Down East
- 1921: Dream Street
- 1921: Orphans of the Storm
- 1922: One Exciting Night
- 1923: The White Sister
- 1923: America
- 1924: Isn't Life Wonderful
- 1925: The Big Parade
- 1926: La Bohéme
- 1926: The Scarlet Letter
- 1927: Quality Street
- 1927: The Red Mill
- 1928: Under the Black Eagle